# بوب هيرست
بوب هيرست (29 ديسمبر 1933 - 10 فبراير 1996) (بالإنجليزية: Bob Hurst)‏ هو لاعب كريكت بريطاني.